# Power Stone (anime)
Power Stone (パワーストーン, Pawā Sutōn) é uma série de anime de 26 episódios produzida pelo Studio Pierrot, baseada no jogo homônimo da Capcom. O anime foi exibido no Brasil na Rede Globo em 2001 pelo extinto programa TV Globinho, e teve problemas com a censura. Em Portugal o anime foi exibido nos canais SIC e SIC K.

## Personagens
- Edward Falcon – Conhecido como Fokker na versão japonesa, ou simplesmente Falcon, é o personagem principal da série Power Stone. Tem 21 anos e luta boxe e é piloto. Ele é o filho do arqueólogo Pride Falcon. Ele é de Londo (referência a Londres). Quando em mudança de poder, ele é conhecido como o Red Whirlwind. Falcon é uma referência para a Fokker, o avião em que ele é visto dentro. Isso foi possivelmente removido na versão em inglês por causa dos trocadilhos inadequados que viria a seguir. Sua Pedra do Poder tem a cor vermelha. Na sua transformação, Red Whirlwind, ele se assemelha ao Homem de Ferro. Representa o Poder. No final da série, ele e seus amigos amigos juntam os poderes e formam a Pedra do Poder branca representante da luz para derrotar Valgas.

#### Técnicas de Falcon
- Power Míssil
- Power Explosão
- Power Foguete
- Power Furacão

- Ryoma –  Ele é um samurai da cidade de Mutsu. Tem 19 anos e luta kenjutsu. Foi o segundo guerreiro a se transformar com a Pedra do Poder. Sua Pedra possui a cor amarela. Na sua transformação, ele se tem o próprio etilo de guerreiro samurai, conhecido como o Mestre Espadachim e se assemelha ao Samurai de Prata e os Samurai Troopers. Ele desafiou Falcon quando se conheceram. Daí em diante, eles se tornam bons companheiros de luta. No fim, ele viaja no mundo para treinar. Representa o raio.

#### Técnicas de Ryoma
- Power Lança-Raios
- Ataque Rápido
- Rajada de Facas
- Lançar Espadas

- Rouge – É uma vidente da cidade de Mahdad (referência a Bagdá). Rouge tem 23 anos e tem um estilo de luta cigana. Quando em mudança de poder, ela é conhecida como a beleza escaldante. Rouge foi criada por uma senhora chamada Ganna. Quando ela viaja a Terra do Fogo, sua bola de cristal revela-se ter uma Pedra do Poder. Como Ryoma e Ayame, ela viaja junto com Falcon. Sua Pedra do Poder tem a cor laranja. Ele se parece com Pullum. No fim, ela se torna uma líder religiosa junta com sua mestra Ganna. Representa o fogo.

#### Técnicas de Rouge
- Lançar Bomba;
- Armadilha Incandescente

- Ayami – Ela é uma kunoichi da cidade de Oedo (referência a Edo). Tem 16 anos e luta ninjutsu. Ayame é uma parte de uma trupe itinerante que consiste de sua mãe, pai, avó e irmão Kikonojo. Na sua transformação, ela usa uma fantasia coelho, lembrando uma personagem mahō shōjo. Possui a Pedra do Poder azul, que antes pertencia ao Kraken. Representa a água.

#### Técnicas de Ayami
- Chuva Densa
- Lança Voadora
- Dança das Flores de Cerejeira
- Tempestade de Espadas
- Florescer Pétalas

- Wang Tang – Ele trabalha como um cozinheiro de rua e reside a cidade de Tong-Ang. Tem 19 anos de idade e luta kung fu. Sua Pedra do Poder tem a cor verde. Na sua transformação, Wang-Tang se assemelha a um Super Saiyajin. No fim da série, ele trabalha como equilibrista na cidade junto com seu mestre. Sua Pedra representa o ar.

#### Técnicas de Wang Tang
- Tufão Dragão
- Atacar Dragão

- Gunrock – Ele reside na Terra do Ouro, lugar onde há muita extração do ouro em minérios. Tem 38 anos de idade e mora num casebre com seus filhos. Ele fica ausente durante a maior parte da série e retorna no final para lutar contra as forças de Valgas. Na sua transformação, ele se assemelha ao Coisa. No final, ele termina morando junto com Cassie, a ex-noiva de Falcon. Sua Pedra tem a cor dourada e representa a terra.

#### Técnicas de Gunrock
- Power Bola de Pedra

- Jack – Tem mais de 100 anos de idade. Ele e Ryoma são os dois únicos personagens do original de Power Stone que usam uma arma. Jack é da cidade de Manches (referência a Manchester). Ele é possivelmente uma referência a Jack, o Estripador. A mãe de Jack Winslow, uma vez usava um colar de jóias com uma pedra que se assemelha Pedra do Poder de Falcon que é por isso que Jack está desesperado para reivindicá-la. Ele chegou a usar a Pedra e se transformou numa forma horrenda. Depois de ouvir uma história e interagir com ele ainda, Falcon começa a simpatizar com Jack e tenta ajudá-lo, mas as circunstâncias não o permitem. No penúltimo episódio da série, Falcon deixa Jack ficar afastado com sua Pedra do Poder, mas Jack volta para ajudar o nosso herói na batalha final, e ele é oficialmente aceito no grupo Power Stone como um amigo. Ele quase acaba sacrificando sua vida quando ele protegeu Falcon de um ataque contra Valgas. No final, ele termina vivendo junto com os animais na natureza.

#### Técnicas de Jack
- Lançar Ataque

- Galuda – É um indígena da Terra do Sol. Galuda tem 34 anos. Na sua forma base ele se parece com T. Hawk. Na sua transformação, ele é conhecido como o Águia Dourada, em que ele se assemelha a um totem. No final, ele se casa com sua amada. Sua Pedra do Poder tem a cor roxa e representa a luz.

#### Técnicas de Galuda
- Asas de Águia
- Luz da Justiça

- Appolus – É o mordomo e servo fiel de Edward Falcon. Conhecido por ser excessivamente dramático e um pouco triste, ele, no entanto, é bastante bravo quando seus donos estão em perigo. Uma vez, ele mesmo se transforma num cavaleiro parecido com Dom Quixote através da Pedra do Poder de Falcon para defendê-lo contra um poderoso monstro de Valgas. No final, ele parte com Falcon, como sempre ele não desgruda do herói. Ele sempre chama Falcon de "Jovem Mestre".

#### Técnicas de Appolus
- Espadas da Coragem

- Kraken – É um pirata de um navio no Haven Caveira. Quando em mudança de poder, ele é conhecido como Pirata Fantasma. Seu nome é uma referência ao Kraken, junto com seu apelido, Rei Octopus. No final, Kraken encontra o Pedra do Poder que ele estava procurando. Após sua derrota, ele sai para conquistar o mundo. Sua Pedra do Poder tem a cor azul.

#### Técnicas de Kraken
- Algemas de Aço
- Power Arma

- Valgas – é um grande vilão de Power Stone. Ele é da Ilha das Trevas. Sua idade é desconhecida e tem como estilo de luta o wrestling. De início, Falcon era um grande fã de Valgas, que era conhecido mundialmente por ser um grande lutador. Ele permanece ausente durante toda a série e só faz uma aparição nos 6 últimos episódios onde Falcon viaja para a Terra das Trevas e descobre que as intenções de Valgas são realmente más. Foi revelado que, quando criança, Valgas desejou poder supremo e foi concedida uma Pedra do Poder da trevas de cor preta, que o fez se transformar em um lutador muito poderoso. No final da série, Falcon e os outros juntam os poderes e criam a Pedra do Poder da luz. Nisso, ele é morto ao ser atingido por um poderoso ataque de Falcon.

## Lista de episódios
| Número e título do episódio         |
| ----------------------------------- |
| 01 - O Mistério das Pedras do Poder |
| 02 - Guerreiros das Sombras         |
| 03 - O Espírito Samurai             |
| 04 - O Navio Fantasma               |
| 05 - A Encrenca com a Garota        |
| 06 - Outra Pedra do Poder           |
| 07 - O Ovo da Águia Gigante         |
| 08 - Kraken, o Pirata               |
| 09 - A Bola de Cristal Negra        |
| 10 - A Lua Vermelha                 |
| 11 - A Corrida do Ouro              |
| 12 - O Assistente                   |
| 13 - Tumulto em Oedo                |
| 14 - A Ninja da Chuva               |
| 15 - O Segredo de Jack              |
| 16 - Uma Terra Distante             |
| 17 - Em Busca do Amanhã             |
| 18 - Viagem Perigosa                |
| 19 - Vamos Pegar o Kraken           |
| 20 - A Promessa de Valgas           |
| 21 - Problemas na Casa de Falcon    |
| 22 - Em Busca das Pedras do Poder   |
| 23 - Unidos Venceremos              |
| 24 - Campo de Batalha               |
| 25 - A Colina do Destino            |

## Dublagem brasileira
- Edward Falcon – Silvio Giraldi
- Ryoma – Márcio Araújo
- Rouge – Letícia Quinto
- Ayami – Raquel Marinho
- Wang Tang – Alfredo Rollo
- Jocken – Claudio Satiro
- Galuda – Leonardo Camilo
- Appolus – Tatu
- Octo – Raul Schlosser
- Pus – Francisco Freitas
- Valgas – Ricardo Bressan
- Narrador – Nelson Machado Filho